# Тарчес (Болцано)
Тарчес је насеље у Италији у округу Болцано, региону Трентино-Јужни Тирол.
Према процени из 2011. у насељу је живело 406 становника. Насеље се налази на надморској висини од 1028 м.